# Aphelinus spiraecolae
Aphelinus spiraecolae är en stekelart som beskrevs av Evans och Schauff 1995. Aphelinus spiraecolae ingår i släktet Aphelinus och familjen växtlussteklar. Inga underarter finns listade i Catalogue of Life.